# Province de Huamanga
La province de Huamanga (en espagnol : Provincia de Huamanga) est l'une des onze provinces de la région d'Ayacucho, au sud du Pérou. Son chef-lieu est la ville d'Ayacucho.

## Géographie
La province couvre une superficie de 2 981,37 km2. Elle est limitée au nord par la province de Huanta, à l'est par la province de La Mar et la région d'Apurímac, au sud par la province de Vilcas Huamán et la province de Cangallo et à l'ouest par la région de Huancavelica.

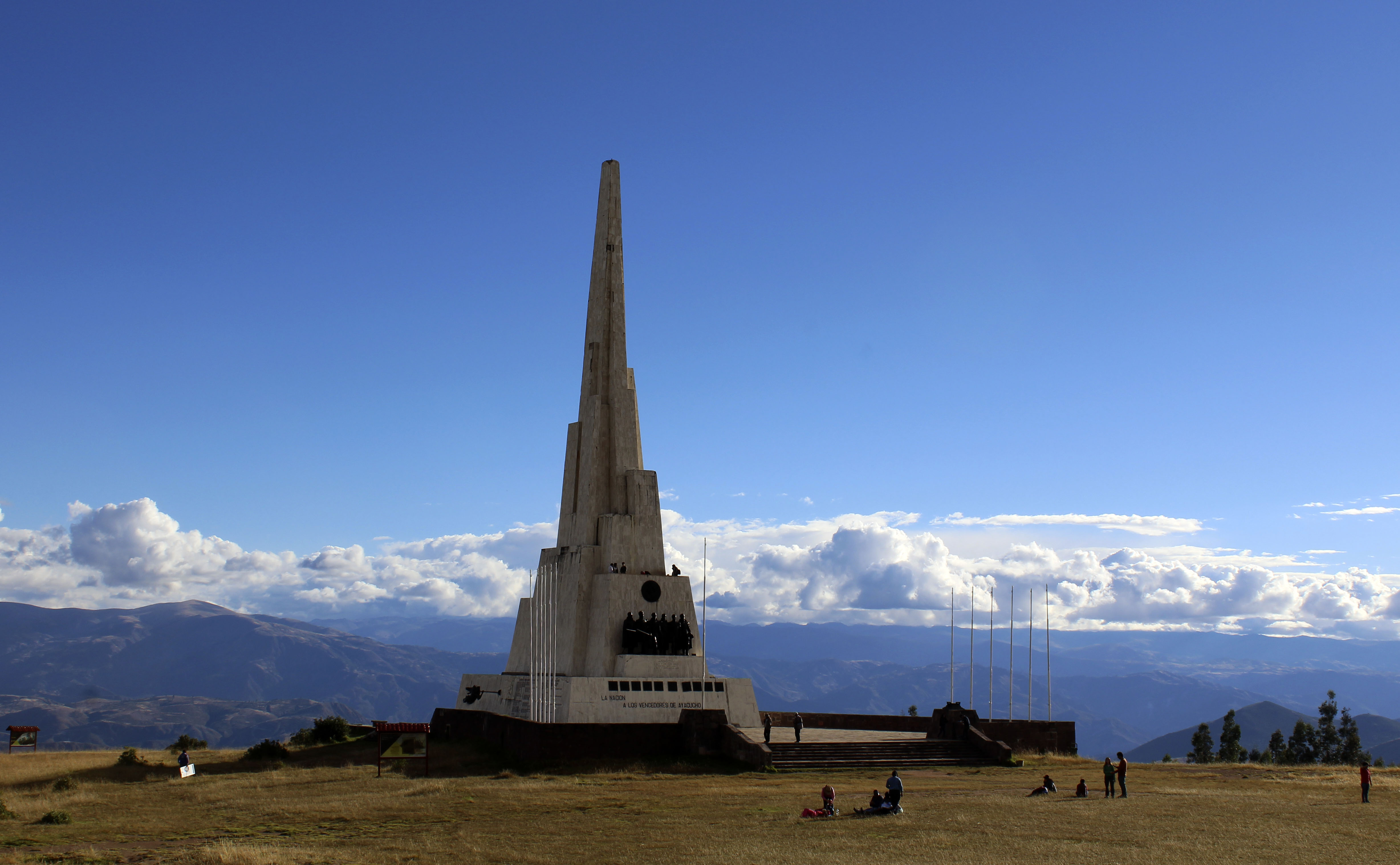
Cette photographie correspond à un monument au Pérou

## Population
La population de la province s'élevait à 191 287 habitants en 2005.

## Subdivisions
La province de Huamanga est divisée en 15 districts :
- Acocro
- Acos Vinchos
- Carmen Alto
- Chiara
- Huamanga
- Jesús Nazareno
- Ocros
- Pacaycasa
- Quinua
- San José de Ticllas
- San Juan Bautista
- Santiago de Pischa
- Socos
- Tambillo
- Vinchos